# Rated R
Rated R este cel de-al patrulea album de studio al cântăreței de origine barbadiană Rihanna. Printre persoanele care au contribuit la producerea albumului se numără Akon, Ne-Yo, Justin Timberlake și Slash. Discul a fost lansat la nivel internațional pe 20 noiembrie 2009, iar primul cântec promovat, „Russian Roulette” a avut lansarea în luna octombrie. Pentru a-și promova noile materiale discografice, interpreta a avut o apariție în emisiunea The X Factor la finele lunii noiembrie și a susținut un concert în Londra, sponsorizat de Nokia. Cel de-al doilea disc single, „Hard”, este o colaborare cu rapper-ul Young Jeezy. Piesa a devenit un hit în America de Nord, fapt care a determinat-o pe Rihanna să pornească un nou turneu mondial de promovare. Albumul Rated R a primit recenzii favorabile din partea criticilor și a ocupat poziții înalte în clasamentele de specialitate din întreaga lume.

## Ordinea pieselor pe disc
Versiunea standard
1. „Mad House” — 1:34
2. „Wait Your Turn” — 3:46
3. „Hard” (împreună cu Young Jeezy) — 4:10
4. „Stupid in Love” — 4:01
5. „Rockstar 101” (împreună cu Slash) — 3:58
6. „Russian Roulette” (împreună cu Slash) — 3:47
7. „Fire Bomb” — 4:17
8. „Rude Boy” — 3:42
9. „Photographs” (împreună cu will.i.am) — 4:46
10. „G4L” — 3:59
11. „Te Amo” — 3:28
12. „Cold Case Love” — 6:04
13. „The Last Song” — 4:16

Cântece bonus
- „Russian Roulette” (remix de Donni Hotwheel) — 3:02
- „Hole in My Head” (împreună cu Justin Timberlake) — 4:06